# 特爾尼
特爾尼是位於義大利翁布里亞大區特爾尼省的一個城市，特爾尼省的首府所在地。特爾尼是翁布里亞最重要的一個工業城市。

## 地理
特爾尼位處羅馬東北104公里，屬平原地區，內拉河流經。

## 歷史
特爾尼早於公元前7世紀已有人聚居。至公元前3世紀被古羅馬人征服，變成為一個城市。愛情的守護聖人聖瓦倫丁同時是該城的守護聖人。中世紀曾被倫巴底人統治過；至十四世紀後，加入教皇國成為後者一部分。意大利於十九世紀統一後，工業有所發展，並成為特爾尼省省會。

## 經濟
以工業為主。傳統上以鋼鐵生產為大宗，後來亦有化工。从地图上看市中心附近就有和老城区大小相当的钢铁厂特尔尼特种钢厂 (Acciai Speciali Terni, AST)。此外，可再生能源產業近年大力發展。

## 旅游景點
- 馬爾莫雷瀑布（義大利語：Cascata delle Marmore）是位於義大利的一座人造瀑布，由马尼乌斯·库里乌斯·登塔图斯引水於公元前271年的羅馬共和國時期。

## 交通

### 道路
- A1高速公路

### 鐵路
- 特爾尼火車站

## 名人
- 聖瓦倫丁
- 保罗·塔伊亚文托：足球裁判

## 外部連結
- 官方網站 （页面存档备份，存于）
- AboutTerni.com
- Terni city portal （页面存档备份，存于）
- TerniWeb.it （页面存档备份，存于）
- Terni at UmbriaTravel.Com （页面存档备份，存于）